# Śródmieście (Biłgoraj)
Śródmieście – jedno z 12 osiedli (jednostek pomocniczych gminy), na jakie podzielone jest miasto Biłgoraj.

## Dane ogólne

### Administracja
Śródmieście położone jest w centralnej części Biłgoraja. Sąsiaduje z następującymi jednostkami podziału administracyjnego: 
- od strony północnej z Bojarami i Roztoczem,
- od strony wschodniej z osiedlem Sitarska - Kępy, Ogrodami i Piaskami,
- od strony południowej z Puszczą Solską,
- od strony zachodniej z osiedlem Nadstawna i osiedlem Bagienna.

Organem uchwałodawczym osiedla jako jednostki pomocniczej gminy miejskiej Biłgoraj jest Rada Osiedla. Organ wykonawczy to Zarząd Osiedla.

### Urbanistyka, infrastruktura
Obszar Śródmieścia jest terenem w całości zurbanizowanym, a zabudowa ma charakter usługowo-mieszkalny. Znaczną część budynków stanowią bloki mieszkalne.
Osią urbanistyczną Śródmieścia jest biegnąca południkowo ulica Generała Tadeusza Kościuszki. Od strony północnej arterię tę zamyka Plac Wolności z ratuszem; od południa stanowi ona połączenie z Puszczą Solską, czyli z południowym osiedlem miasta.
Równolegle do wymienionej arterii przebiega ulica Długa, która stanowi wschodnią granicę Śródmieścia. Po stronie południowej osiedle zamykają ulice Władysława Sikorskiego i Tadeusza Komorowskiego; po stronie północnej ulica Przemysłowa. W kierunku zachodnim Śródmieście rozciąga się do ulicy Nadstawnej oraz – częściowo – do niezagospodarowanych łąk nad rzeką Białą Ładą.
W uogólnieniu obszar Śródmieścia jest wydłużony południkowo, a jego rozciągłość wynosi ok. 1,7km.
Wymieniona wyżej ulica Generała Tadeusza Kościuszki oraz – w mniejszym stopniu – pozostały obszar Śródmieścia stanowią zasadnicze centrum usługowo-administracyjne miasta.

### Ważniejsze obiekty
W granicach Śródmieścia znajduje się szereg obiektów istotnych dla społeczności miejskiej. Wśród najważniejszych wyróżnić należy:
- instytucje administracyjne i samorządowe: m.in. urząd miasta i urząd stanu cywilnego[7], urząd skarbowy[8], sąd rejonowy[9] i prokuraturę rejonową[10], oddział Zakładu Ubezpieczeń Społecznych[11];
- instytucje kulturalne i oświatowe: m.in. Biłgorajskie Centrum Kultury[12], I Liceum Ogólnokształcące im. ONZ, biblioteki;
- obiekty sakralne: kościoły katolickie pw. Trójcy Świętej i Wniebowzięcia NMP oraz pw. św. Jerzego;
- obiekty usługowe oraz handlowe, w tym restauracje, hotele, supermarkety i centra handlowe;
- miejsca pamięci, w tym pomniki i obiekty zabytkowe;
- obszary użyteczności publicznej, m.in. tereny zielone: Skwer Saski i Park Solidarności.

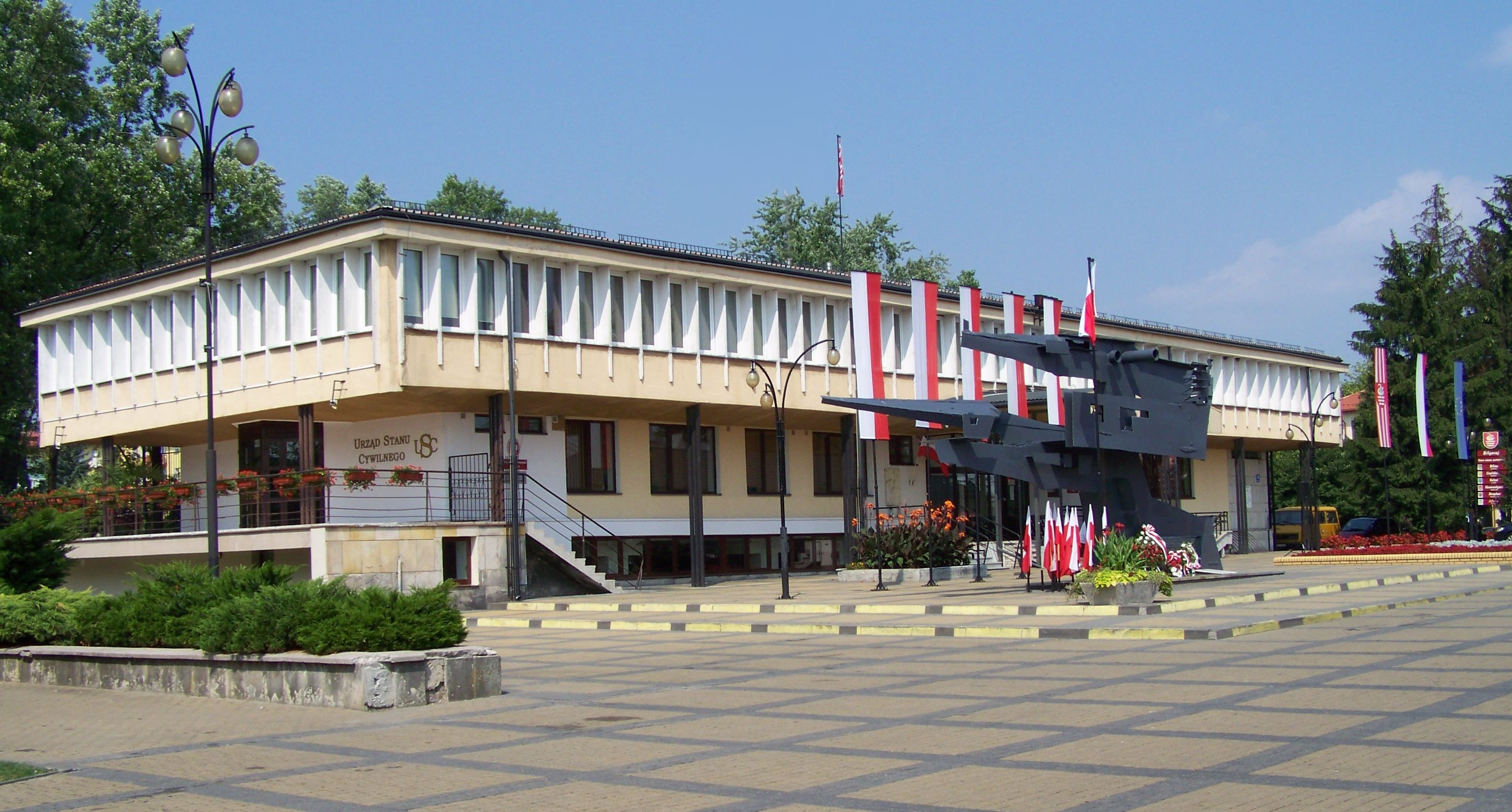
Modernistyczny ratusz na Placu Wolności
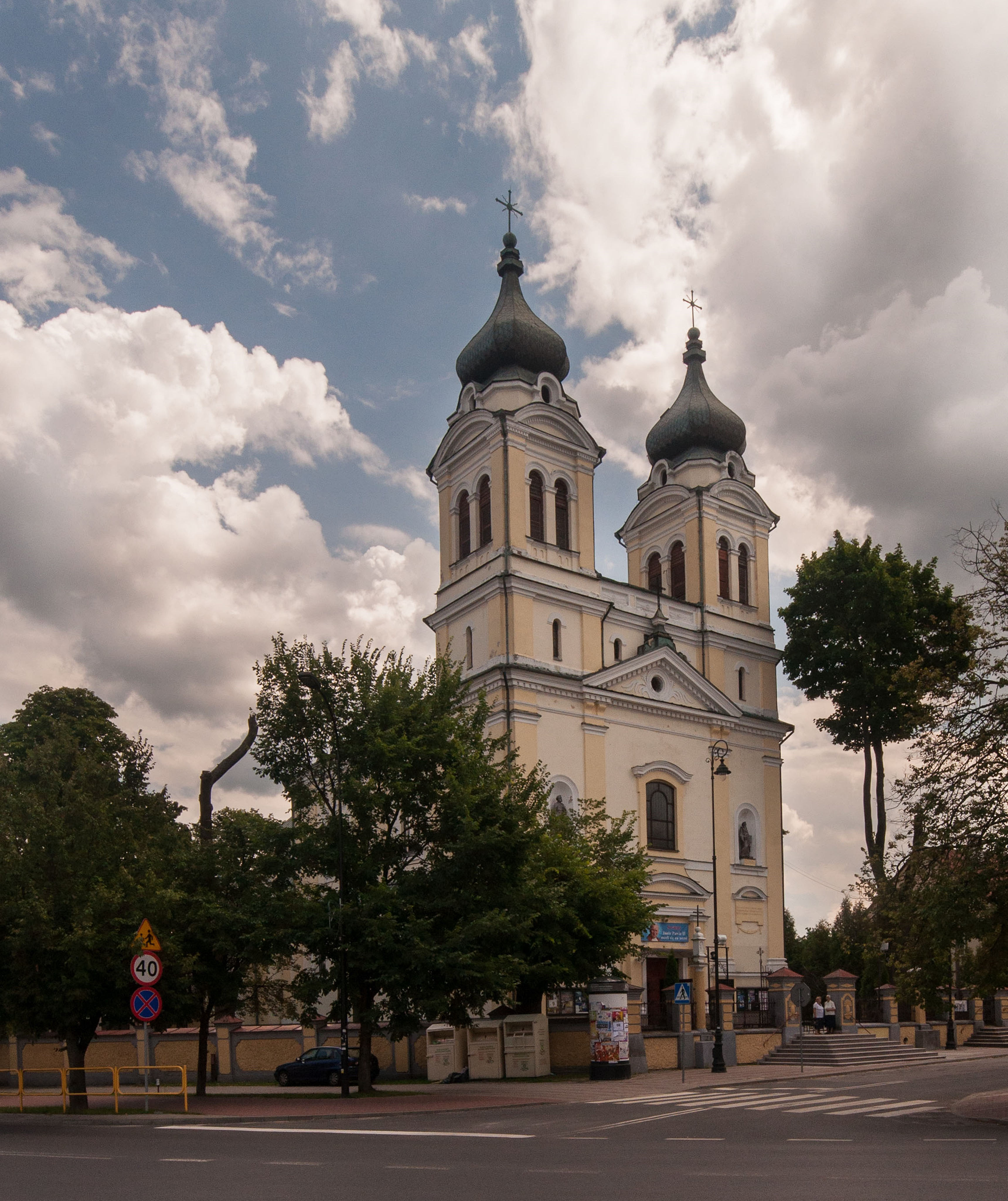
XVIII-wieczny kościół pw. Trójcy Świętej i Wniebowzięcia NMP
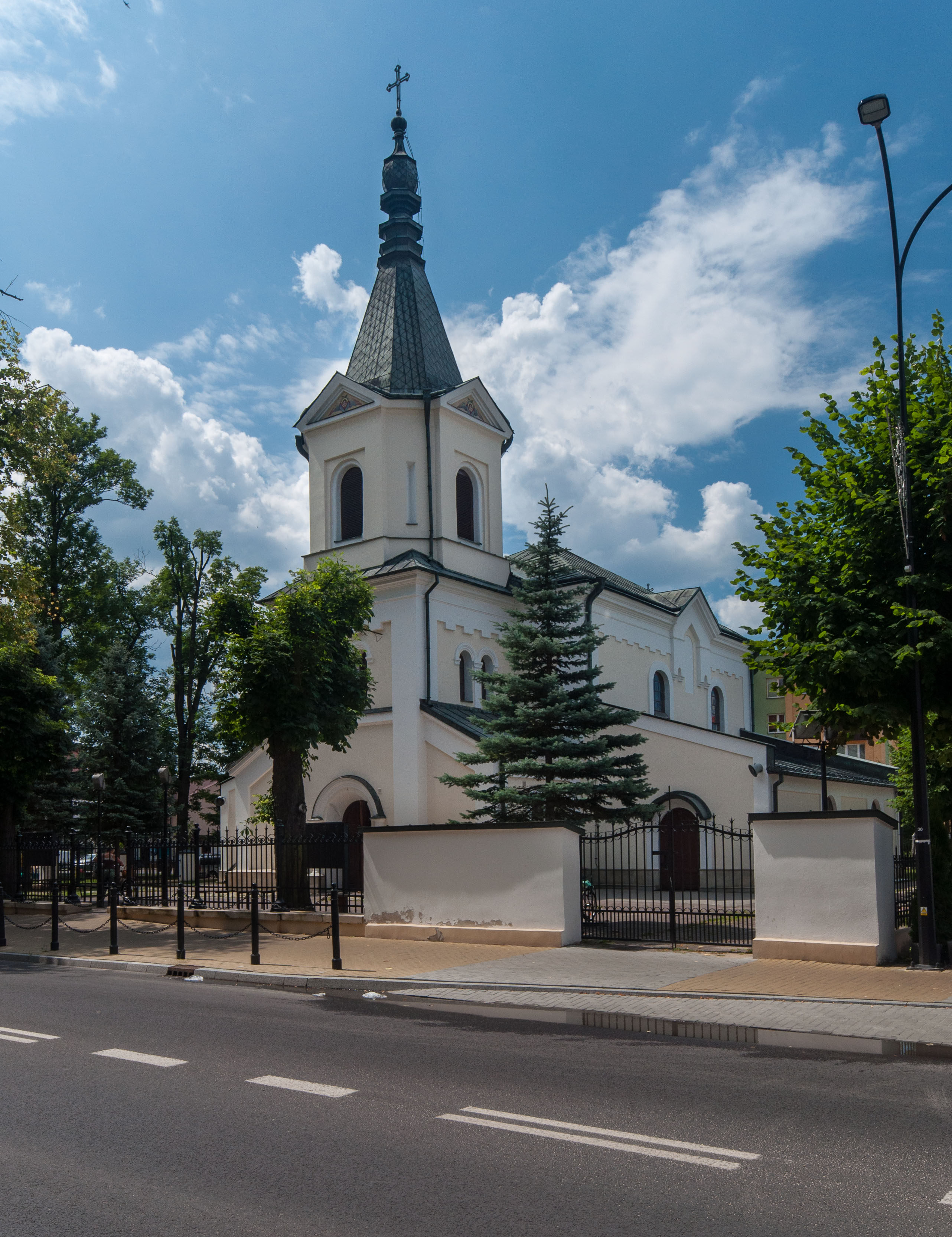
XVIII-wieczny kościół pw. św. Jerzego
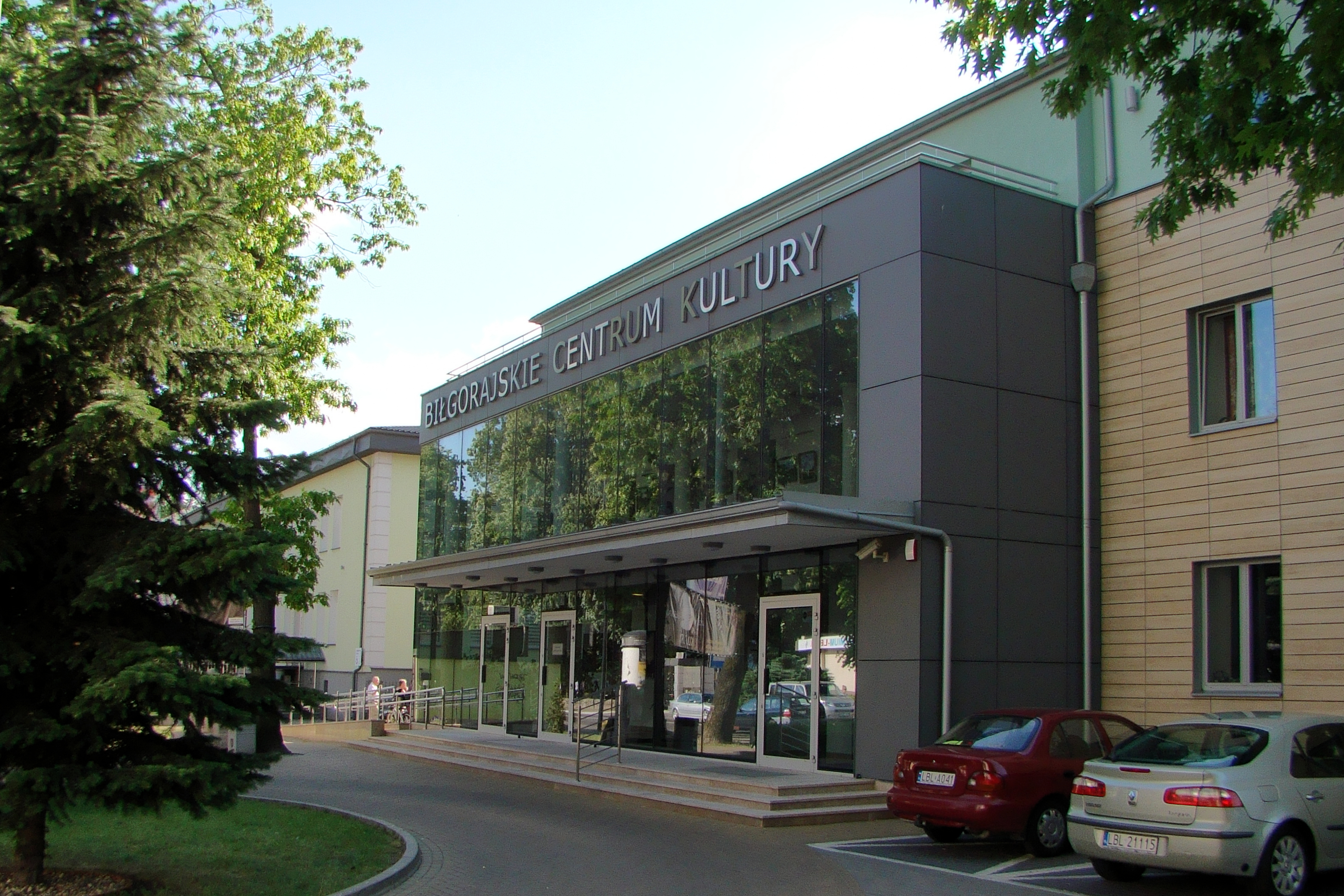
Biłgorajskie Centrum Kultury
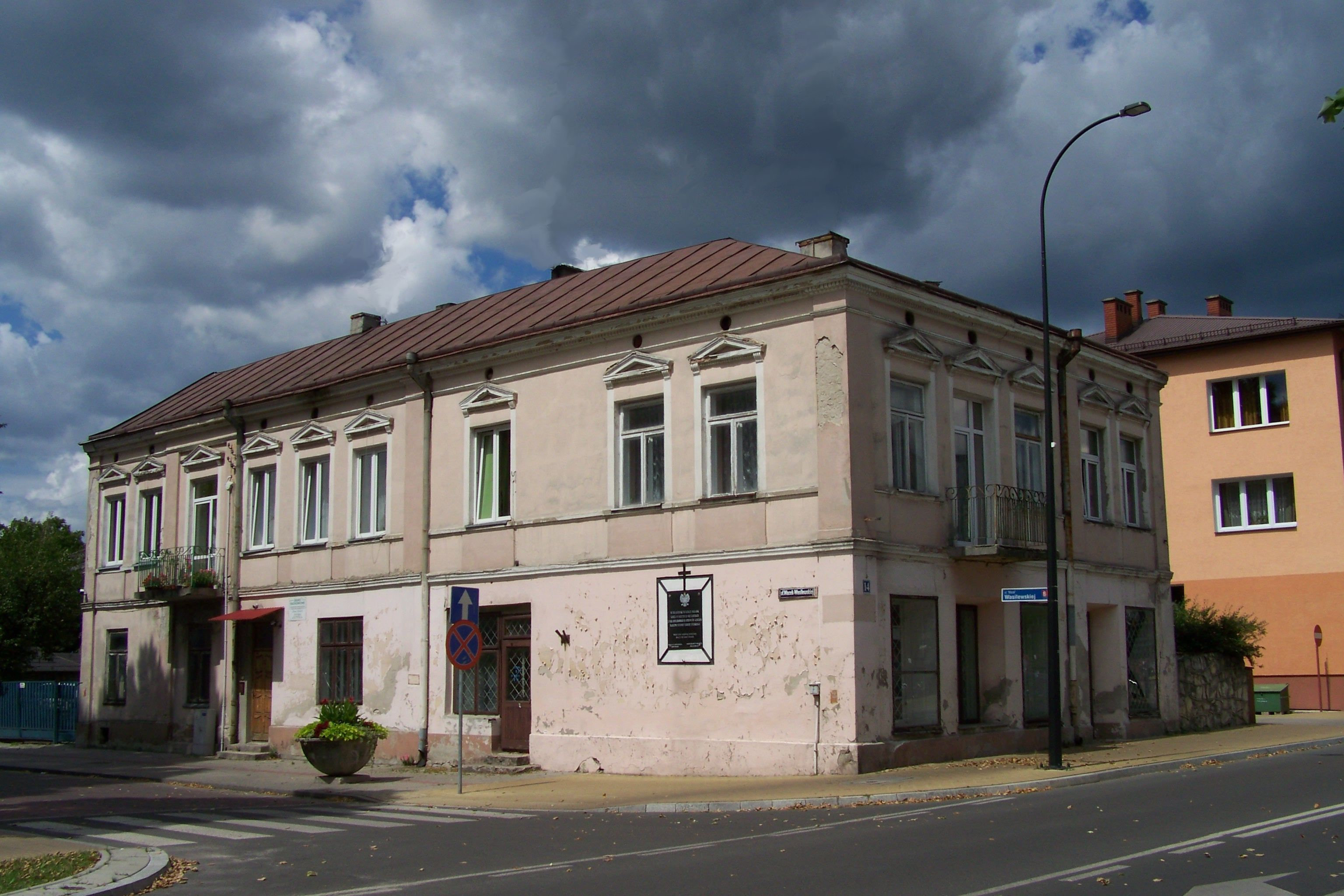
XIX-wieczna kamienica przy ul. Kościuszki
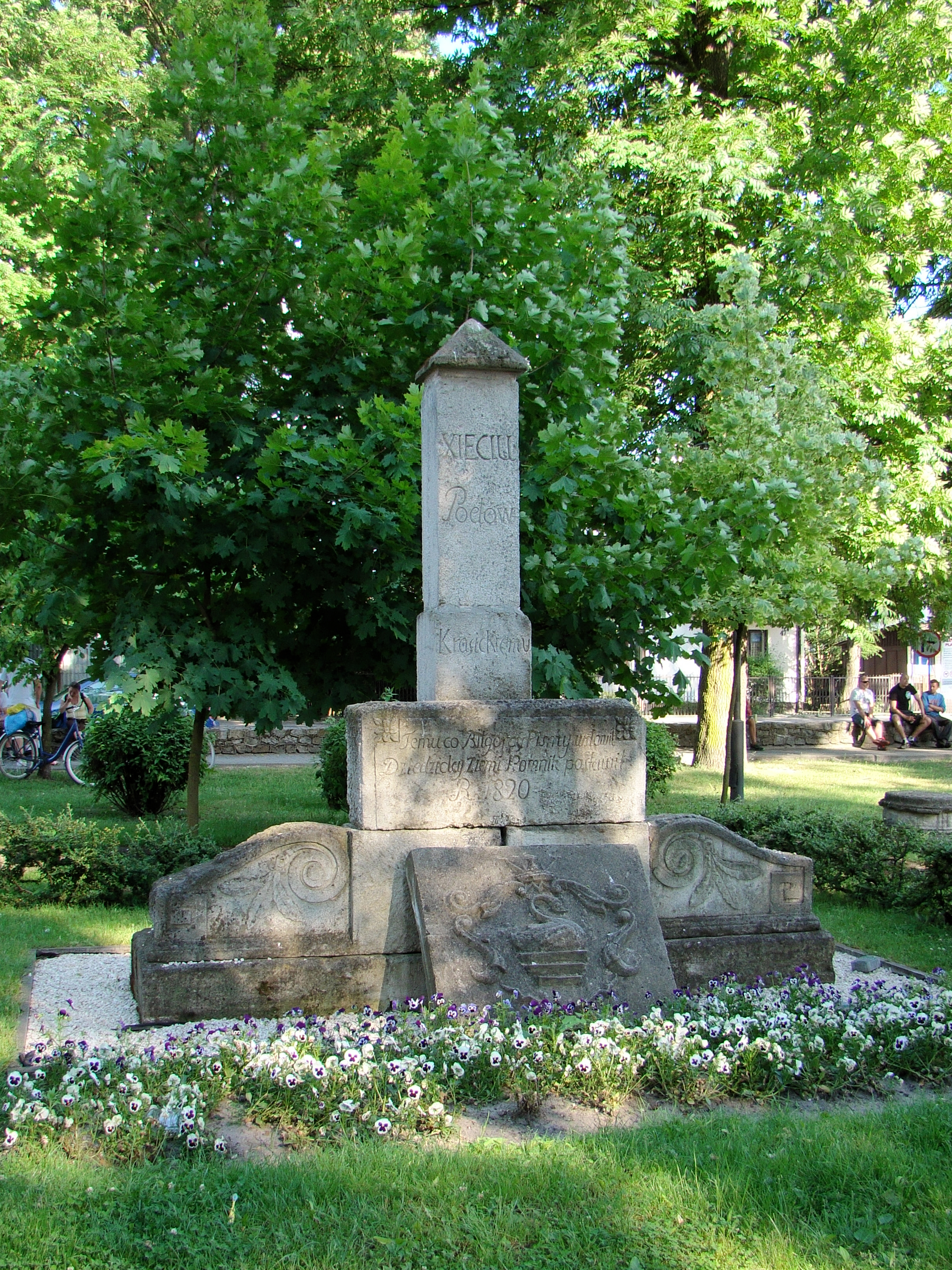
XIX-wieczny pomnik Ignacego Krasickiego na Skwerze Saskim

## Informacje historyczne

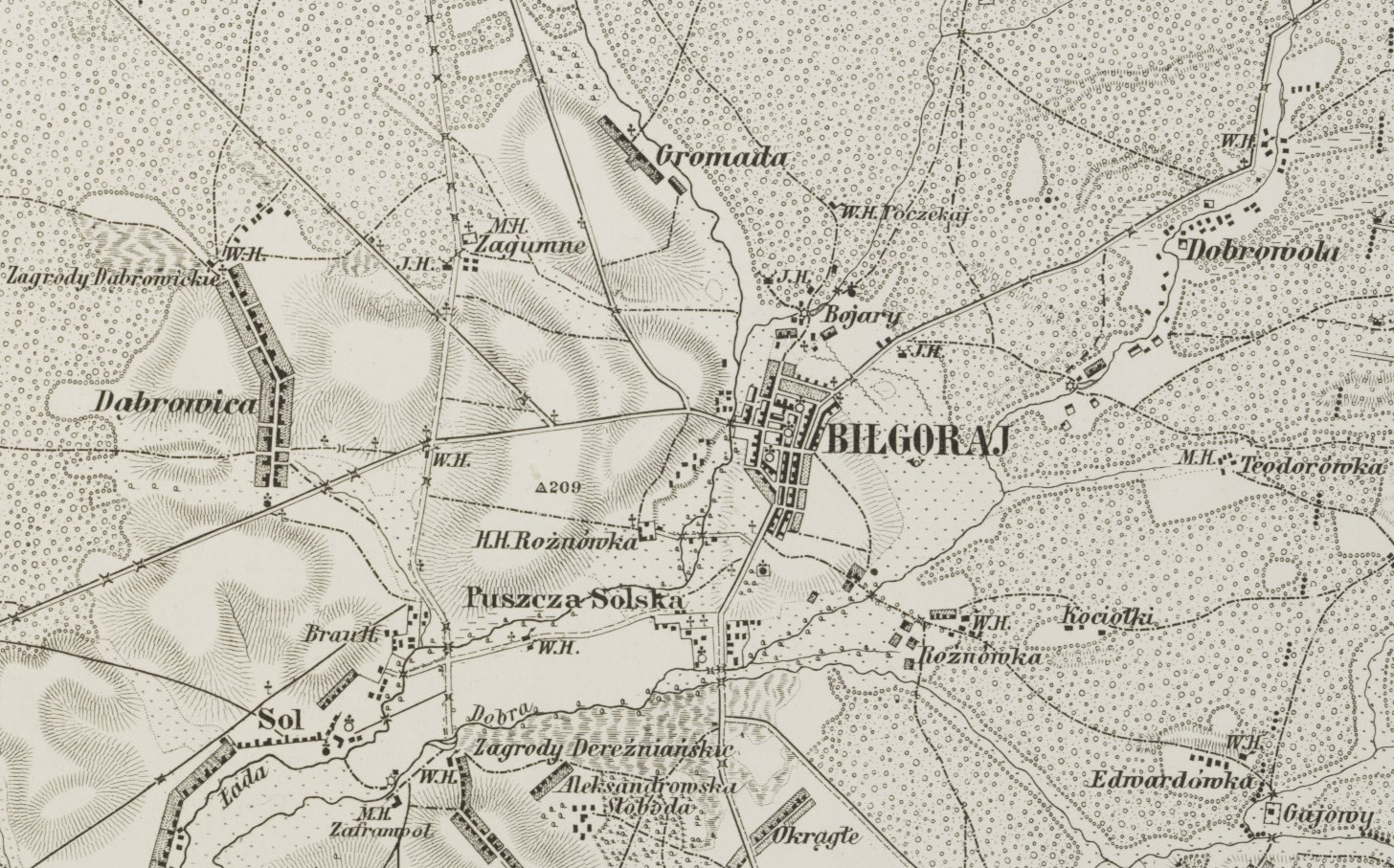
Biłgoraj na austriackiej mapie topograficznej z XIX w. Jego kształt i układ ulic pokrywa się z północną częścią dzisiejszego Śródmieścia.

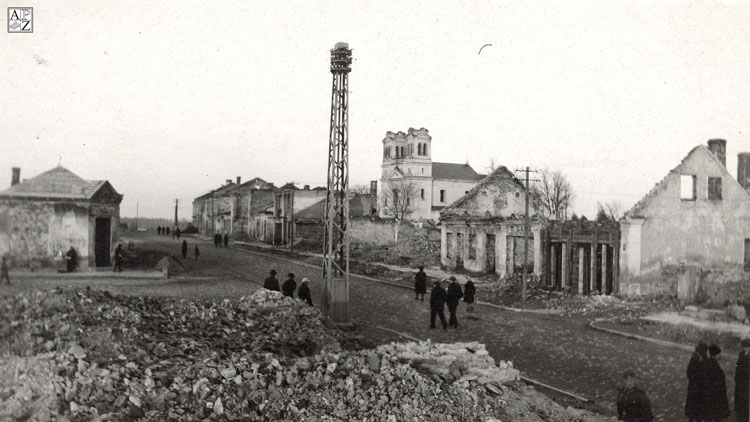
Zniszczenia wojenne na wschodniej pierzei Rynku, będące pozostałością po działaniach wojennych z 1939. W tle widoczny jest spalony kościół Wniebowzięcia NMP.

Biłgoraj został założony w drugiej połowie XVI w. jako miasto prywatne, należące do rodu Gorajskich. Akt lokacyjny wydano w 1578; wówczas też wytyczono układ urbanistyczny miasta. Powstało ono w widłach Białej i Czarnej Łady; było rozciągnięte południkowo wzdłuż drogi prowadzącej do Tarnogrodu – dawnej ulicy Tarnogrodzkiej, a obecnej ulicy Generała Tadeusza Kościuszki. Rynek umieszczono na szczycie niewielkiego wzniesienia o nazwie Biały Goraj, zaś wokół niego rozwinęła się sieć prostopadłych ulic. W takiej formie geograficznej Biłgoraj przetrwał aż do XIX w. i ten kształt topograficzny pokrywa się z północną częścią dzisiejszego Śródmieścia.
W XIX w. miasto graniczyło z wioskami Bojary na północy oraz Różnówka i Puszcza Solska na południu. Jego kształt geograficzny wciąż pokrywał się z obszarem dzisiejszego Śródmieścia, obejmując ponadto trzy przedmieścia: tarnogrodzkie, lubelskie i zamojskie. W drugiej połowie XIX w. rozpoczął się proces szerszej urbanizacji niezagospodarowanych obszarów poza dotychczasowymi granicami: po południowo-wschodniej części Biłgoraja rozwinęło się osiedle Piaski.
Na przełomie XIX i XX w. dawną drogę gospodarczą, która dotąd obiegała miasto od wschodu, przekształcono w ulicę. Obecnie nosi ona miano Długiej i stanowi zachodnią granicę Śródmieścia; od początku XX w. trwała urbanizacja obszaru poza tą ulicą. W 1919 do Biłgoraja przyłączono miejscowości Różnówka i Bojary; podsumowując te informacje należy stwierdzić, że na przełomie XIX i XX w. zasięg miasta ostatecznie przestał się ograniczać do obszaru dzisiejszego osiedla Śródmieście.
Do początków XX w. zabudowa miasta była w większej części drewniana, co wynikało z historycznych uwarunkowań Biłgoraja. Wśród w większej części drewnianych budynków na początku XX w. wyróżniały się obiekty murowane, w tym magistrat, kamienice przyrynkowe oraz kościoły Wniebowzięcia NMP i św. Jerzego. Kresem istnienia zabudowy w takiej formie był okres II wojny światowej: w 1939 dawna architektura Biłgoraja została całkowicie zniszczona. Obecna zabudowa Śródmieścia prawa w całości powstała po II wojnie światowej, stąd stosunkowo mało jest w niej tkanki zabytkowej. M.in. do lat 60. XX w. odbudowywano Plac Wolności; w 1966 oddano do użytku modernistyczny ratusz.
Również po ostatniej wojnie wytyczono obecną sieć ulic Śródmieścia; niemniej prawie w całości pokrywa się ona z dawnym układem urbanistycznym miasta.
Osiedle Śródmieście jako obecną jednostkę podziału administracyjnego formalnie powołano do życia Uchwałą Rady Miasta w Biłgoraju z dnia 25 sierpnia 2004.